# 蘭桂坊慘劇
蘭桂坊慘劇，是香港於1993年1月1日元旦發生的一宗人群踩踏事故，當晚在香港島中環蘭桂坊有大批群眾參加跨年音樂會及新年慶祝活動，但在跨年倒數後便樂極生悲，人潮在德己立街推擠及有人跌倒引起踩踏，釀成21人死亡及63人受傷，成為香港開埠以來最嚴重的踩踏慘劇。
香港總督彭定康於當天上午下令成立獨立調查委員會，由首席按察司包致金領導委員會獨立調查事件，並限令最遲於1月18日提交中期報告，獨立調查委員會在中期及最終報告中列多項建議，此後香港警務處在大型節日慶祝地點均採取人群管制措施，地鐵則於同年12月起每年新年前夕提供通宵服務，避免慘劇再次發生。

## 事發經過

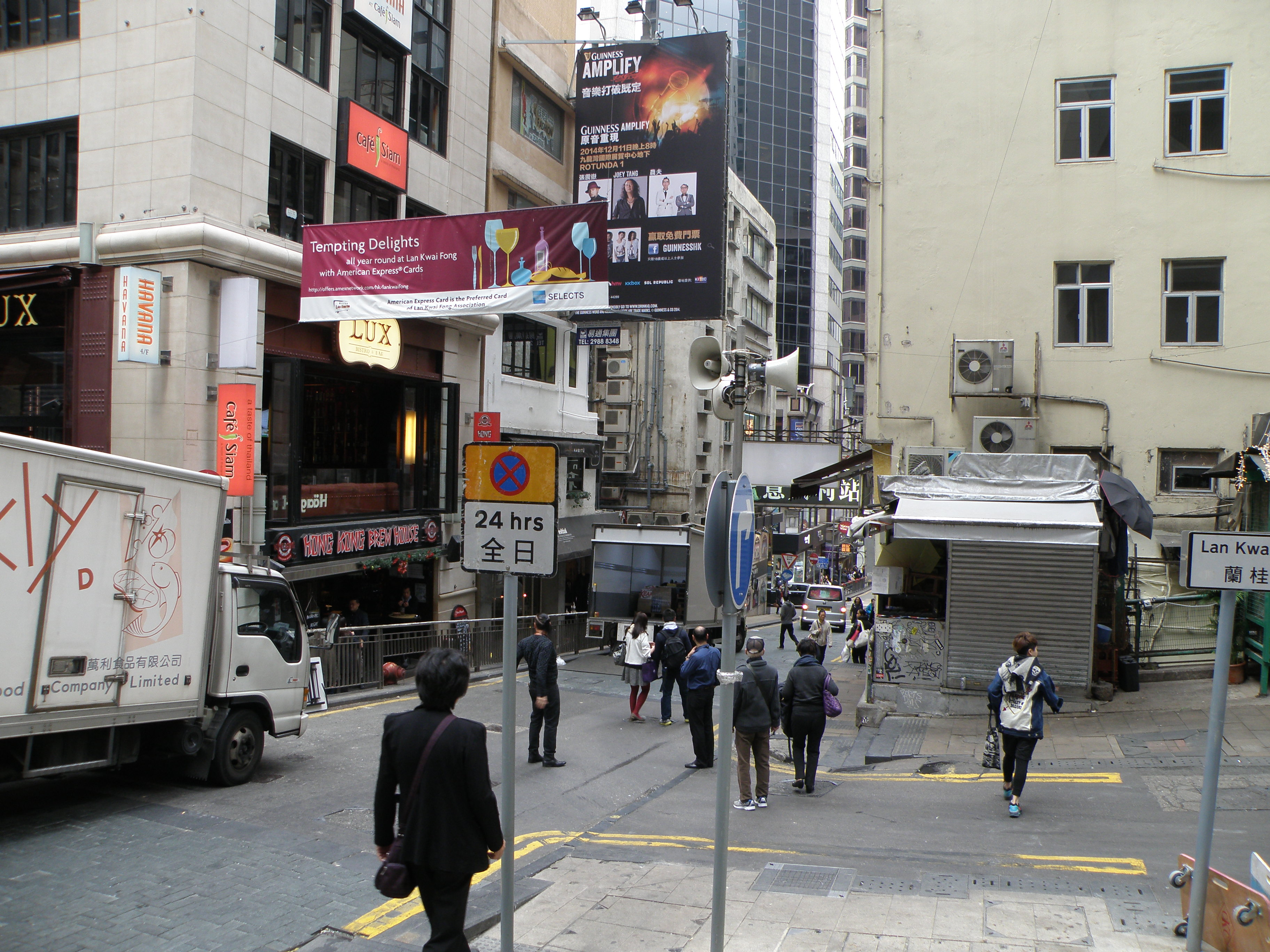
事發地點

1992年12月31日大除夕晚上，大批市民及遊客到酒吧和餐廳林立的中環蘭桂坊慶祝。商業電台在蘭桂坊的轉角處架設舞台及放置巨型氣球，舉辦新年倒數流行音樂會，電視台及電台都有到場採訪及直播現場盛況，警方於當晚派駐118名警員在場維持秩序。接近元旦倒數，在場聚集近2萬人，很多人從酒吧及餐廳湧到街上迎接新年，現場人群情緒高漲，有部分人出現醉酒現象，期間不斷有人使用噴霧噴灑綵帶及雪花，又有人噴灑啤酒、香檳等飲料，令路面非常濕滑，有不少人被噴中，更有人投擲酒瓶，場面混亂。
新年倒數結束後，群眾開始沿德己立街的斜路向下走往皇后大道中離開，人群擠滿德己立街的馬路及兩旁的行人道，而在德己立街的十字路口，不斷有人群從兩旁的街道湧入德己立街，也有少數人沿德己立街往上走。踩踏事故在1993年元旦後不足10分鐘便發生，但由於進行事後調查時，證人的說法各異，所以發生踩踏事故的確切時間未能確定。如參考香港消防處的救護車出勤記錄，開往事故現場的第一輛救護車於1月1日凌晨0時01分出發，到場接載傷者送院，但這輛救護車可能是因為踩踏事故發生前的其他事件而被召喚，第二輛開赴現場的救護車則於0時08分出發，應該是因為接獲踩踏事故發生的報告而出動，故此調查報告推測踩踏事故開始發生的時間在1月1日0時01分至0時08分之間。
發生踩踏事故的地點是德己立街與蘭桂坊及榮華里交界的十字路口對下，至德己立街與和安里交界處之間的一段長約17米的斜路。當時在人群中位處差不多在同一排的若干人，幾乎在同一時間在該段斜路上跌倒。這些人幾乎同時跌倒的原因眾說紛紜，有人認為是之前有人將大量啤酒及香檳等飲料噴灑在斜路上，造成路面濕滑而滑倒；亦可能是有部分人受酒精影響致步伐不穩而在斜路上跌倒或推跌前面的人；也有稱當時有人用啤酒、香檳及噴霧絲帶等直接噴向人群，路人在走避時跌倒；更有可能是有多個危機因素同時發生而造成的不幸。當這一排人跌倒後，緊隨其後的人因為前面有人跌倒，在路線受阻後既無法往前行，但又受到後排的人從後推擠，因而被推跌在剛跌倒的人的身體上，在第三排的人也受到更後排的人往前推擠，因而被推向已倒下的第一及第二排的人堆上，加上跌倒的人又推跌在較前排的人，如是者有更多人相繼被推倒，形成骨牌效應，直至被推倒的人群堆疊到一定的高度，較後排被擠壓的人不再倒在前面被推倒的人堆上，而是以直立姿勢緊緊地被自己身體前後排的人互相壓著，形成一些目擊者所稱的「人牆」。高級警司張之琛估計有5層人被堆疊在一起，而被困在「人牆」內的人數最少有150至200人。由於現場十分嘈吵，又有不少人過量飲酒導致意識不清，對周遭事態來不及反應，群眾仍未意識到德己立街發生踩踏事故，人群繼續沿蘭桂坊往西走湧至德己立街，人潮向「人牆」推擠，加大「人牆」承受的壓力，及後越來越多行人發現有人受傷，呼救聲始起彼落，在人潮較後方的人開始意識到前面發生嚴重事故，人群才停止前進。大量傷者倒臥在道路兩旁，個人物品則散落一地。
總督察簡樂思（Kevin Clancy）為了減輕「人牆」所受的擠壓，嘗試利用音樂會的舞台音響呼籲人群離開德己立街，但德己立街當時已被人群完全堵塞，無法經德己立街走近舞台，於是沿德己立街向下走至威靈頓街，再從懷德里往上跑至舞台，著音樂會主持人向群眾廣播，要求現場人士不要再往德己立街前進，並指示他們沿著蘭桂坊向東走，再往上走至雲咸街離開。高級警司張之琛則下令警員排成人鏈，引導人群退出德己立街。張之琛估計從發生事故，到分解「人牆」及開始救出被困者，時間約為7至10分鐘。
現場很多傷者躺在地上等候救援，因為現場沒有派駐醫護人員，所以先由現場的警務人員為傷者急救，並且召喚身處現場的休假醫護人員提供協助。不少傷者手腳骨折，有傷者因缺氧面部發紫。由於傷者人數眾多，抵達現場的救護人員與消防人員疲於奔命搶救。之後有一輛配備有除顫器的救護電單車到場。鄧肇堅醫院派出由一名醫生和一名護士組成的流動急救小組也於稍後到場。
中區指揮官總警司郭力行（Justin Cunningham）在事後表示，警方是刻意保持低調，以免破壞氣氛及影響商家營業，又指警方雖然預料到現場人數，但事故發生時人群倒下的速度卻出乎警方所料，並說因為人群過多，令警方在事發後5分鐘仍無法進入人群中拯救傷者。當晚警方的人群管制措施是在場觀察，找出生事者隔離，保護醉酒後不能夠保護自己的人士免受傷害，以及防止罪案發生等。
蘭桂坊協會指，因為中區蘭桂坊逐漸受公眾歡迎，節日聚集慶祝的人數愈來愈多，商會也擔心慶祝人群有不少是醉酒的未成年人士，所以過去兩年與警方例行會議時，已反覆建議警方在節日實施人群控制，但是警方回應指街道是公眾地方，而且節慶活動並非遊行或示威集會，不能進行人群管制。商會稱他們第一次提出這項建議是1990年大除夕，而最近一次是1992年12月中，因為之前的萬聖節有超過2萬人在蘭桂坊聚集，該處街道已不勝負荷。

## 送院情況
消防處共出動20輛救護車，往來24次接載69名死傷者送院。香港聖約翰救傷隊則出動一輛救護車接載4名傷者送院。1993年1月1日0時01分第一輛救護車出發，0時11分到現場接載4名傷者，0時45分抵達醫院，最後一輛救護車於2時34分將最後一名傷者送抵醫院。另有1名傷者在3時多由救護車送院，除醉酒外並無大礙。凌晨時分另有9名輕傷者自行乘坐交通工具前往醫院求醫。
接收死傷者有兩間醫院：瑪麗醫院接收46人，其中20人送院後證實死亡，18人留醫，當中1名男傷者延至1月6日死亡，8人治療後出院，無須留醫；鄧肇堅醫院接收37人，其中1人傷勢較重，轉送伊利沙伯醫院，4人留醫，32人治療後出院，無須留醫。
慘劇中的21名遇難者，年齡介乎15至30歲，14男7女，其中3男3女未成年，死者包括18名香港人，1名英國人，1名日本人及1名加拿大人，當中送院後證實死亡的20名遇難者，均是創傷性窒息致死，胸部受重壓不能擴張吸氣而窒息，其餘1名遇難者因窒息致腦部受損昏迷，後因支氣管肺炎併發症不治。遇難者中除一名成年人外，均沒有醉酒。

## 事後檢討
上任未到半年的香港總督彭定康於1993年1月1日早上與布政司霍德（Sir David Ford）、律政司馬富善（Jeremy Mathews）、保安司區士培（Alistair Asprey）和警務處處長李君夏召開緊急會議，港督彭定康在會後宣布就蘭桂坊慘劇成立獨立調查委員會，並委任高等法院大法官包致金籌組委員會及展開獨立調查工作，並限於1993年1月18日或以之前完成中期報告，供即將在農曆新年舉行的多項大型活動作為控制人流措施的參考。
獨立調查委員會在中期報告提出6點建議，包括建議警務處、消防處、中西區政務處、市政總署和蘭桂坊協會，應針對參與大型活動的人數進行評估及執行必要的人流和年齡限制措施、加強市民注意大型活動安全的宣傳、大型活動安排醫療人員及民眾安全服務隊支援等。
獨立調查委員會於1993年2月26日發表總結報告《The Lan Kwai Fong disaster on January 1, 1993: final report》，詳細列出10項建議。報告提到當晚蘭桂坊人群極度擠迫，主因之一是有公眾娛樂節目舉行，主辦跨年音樂會的商業電台為節目申請活動牌照時的預計觀眾人數只有一千人，但實際有二萬人到場，而當局批准牌照時未有充分考慮會有遠較預期人數多的人到場，也沒有措施避免過多群眾擠進會場所在的街道。報告亦指出警方以低調、不欲破壞節日氣氛為由不增派人手到場，沒有試圖控制聚集人數，低估了維持秩序的難度。報告建議，當局審批牌照需要加倍謹慎，若對預計參加人數有疑問，應要求申請者補充資料，同時建議不應再批准在蘭桂坊一帶的狹窄街道舉辦如音樂會或設置舞台等會引起大量群眾聚集的娛樂節目。
此後，每次有大型活動舉行，警方都會實施人潮管制措施。另外，考慮到深夜舉行大型節慶活動後，群眾會因為擔心無法在當晚回到家中休息，人們便會為了趕搭地鐵尾班車，而一窩蜂地匆匆離場，間接增加人群推擠引發傷亡的意外，如地鐵能夠通宵服務或延長營運時間，群眾便有更多時間分批離開。故此由1993年12月起，地鐵（及兩鐵合併後的港鐵）提供通宵服務。(在2020及2021年受2019冠狀病毒病香港疫情的影響，港鐵於除夕夜沒有提供通宵服務)

## 流行文化
- 1993年軟硬天師歌曲《最後今天》直接對事件作出評論，歌詞感嘆年青人樂極生悲和事件後的鬧鬼傳聞無稽。
- 2022年無綫電視劇集《白色強人II》第14集劇情以此事件為題材改編。有關劇份講述聖誕節當晚有不少人於蘭桂坊慶祝聖誕，但因為一名市民踏中酒瓶滑倒，結果演變成人踩人事件。由唐詩詠飾演的急症室醫生蘇怡及由陳豪飾演的急症室醫生李文信奉命前往肇事現場搶救傷者，但在搶救期間因蘇怡遭傷者不慎踢開並遭鐵枝插穿肺部重傷，故此李文信立即為蘇怡進行搶救並帶她回醫院救治。

## 外部連結
- 《香港早晨》－新聞報導 （页面存档备份，存于），無綫電視新聞及資訊部，1993年1月1日 07:30（粵語）
- 《晨早新聞》，亞洲電視新聞部，1993年1月1日 07:18（粵語）
- 《午間新聞》 （页面存档备份，存于），無綫電視新聞及資訊部，1993年1月1日 13:00（粵語）
- 《晚間新聞》 （页面存档备份，存于），無綫電視新聞及資訊部，1993年1月1日 23:45（粵語）
- 《夜間新聞》 （页面存档备份，存于），亞洲電視新聞部，1993年1月1日 23:30（粵語）
- 《六點半新聞報導》 （页面存档备份，存于），無綫電視新聞及資訊部，1993年1月2日 18:30（粵語）
- 《頭條新聞》－踏入九三 （页面存档备份，存于），香港電台電視部，1993年1月
- 《九三年香港大事回顧》 （页面存档备份，存于），無綫電視新聞及資訊部，1993年12月26日（粵語）
- 《新聞檔案》－大除夕活動 （页面存档备份，存于），無綫電視新聞及資訊部，2014年12月31日
- 《新聞檔案》－蘭桂坊慘劇 （页面存档备份，存于），無綫電視新聞及資訊部，2015年1月1日
- 《新聞檔案》－蘭桂坊慘劇調查 （页面存档备份，存于），無綫電視新聞及資訊部，2015年1月2日